# Janjaem Suwannapheng
Janjaem Suwannapheng (Fao Rai, 25 de setembro de 2000) é uma pugilista tailandesa.

## Carreira
Nasceu em Nong Khai, uma pequena província que faz fronteira com o Laos, separada pelo Mekong. Ela começou a lutar boxe aos 12 anos com muay thai, pois sua família tinha uma academia de Muay Thai, e ela também estava no clube de boxe de sua escola. Ao competir no Muay Thai, ela usou o nome "Nongbee Por.Prasith" (น้องบี ป.ประสิทธิ์) e teve um recorde de 7 vitórias consecutivas até que não teve mais oponentes e teve que se voltar para o boxe amador. Seu primeiro treinador amador foi Chartsuphong Phulad, seu professor do ensino médio.
Ela desenvolveu habilidades gradualmente até ser selecionada para a seleção nacional enquanto estava no 12º ano. Sua mãe ainda não acreditava que ela havia se tornado uma atleta nacional. Quando ela se formou, sua mãe teve que aceitar seu diploma porque ela estava ocupada praticando boxe. Ela serve o Departamento de Bem-Estar da Força Aérea, Força Aérea Real Tailandesa (RTAF) com a patente de Aviadora Sênior Feminina (SrA.).
Nos Jogos Olímpicos de Verão de 2024, em Paris, conquistou a medalha de bronze na disputa de peso meio-médio (até 66 kg).